# Solanum macrocarpon
Solanum macrocarpon L. è una pianta appartenente alla famiglia delle Solanacee, strettamente imparentata con la melanzana. S. macrocarpon è originaria dell'Africa occidentale, ma ora è ampiamente distribuita nell'Africa centrale e orientale. La pianta cresce anche nei Caraibi, in Sud America e in alcune parti del Sud-est asiatico. S. macrocarpon è ampiamente coltivata per il suo utilizzo come alimento, per scopi medicinali e come pianta ornamentale.

## Descrizione

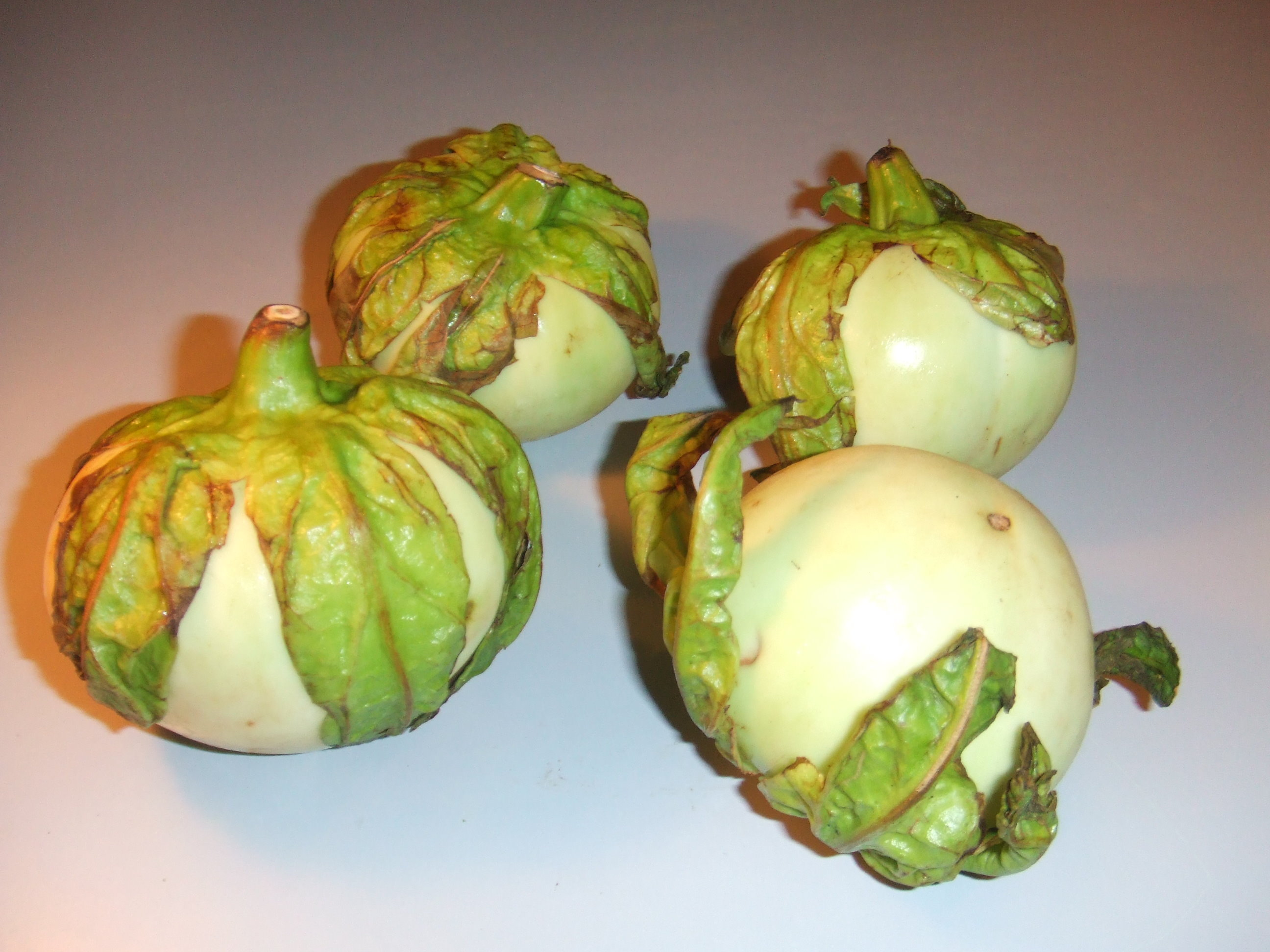
Frutti di S. macrocarpon

Solanum macrocarpon può crescere fino a un'altezza di 1-1,5 m. La specie possiede foglie alternate con una larghezza della lamina di 4–15 cm e una lunghezza di 10–30 cm. La forma delle foglie è ovale e lobata con margine ondulato. Entrambe le pagine delle foglie sono pelose, con peli stellati o semplici. A seconda della cultivar, sulle foglie possono essere presenti o meno delle spine. Quando sono presenti, le spine si trovano più spesso lungo la nervatura centrale e le vene laterali. Le spine sono dritte e possono crescere fino a una lunghezza di 13 mm. I fiori hanno un diametro di 3–8 cm e sono situati su infiorescenze dal breve peduncolo che possono contenere da 2 a 7 fiori. La parte inferiore della pianta porta fiori bisessuali, mentre quella superiore contiene fiori maschili. I fiori sono lunghi 2-3,5 cm e solitamente hanno un colore viola o viola pallido ma in rare occasioni sono presenti fiori bianchi.
I frutti sono tondeggianti, appiattiti agli estremi, hanno porzioni scanalate ed hanno una lunghezza di 5–7 cm e una larghezza di 7–8 centimetri. Nello stadio giovane il colore del frutto è verde, avorio o viola e bianco con strisce scure. Una volta maturo, il frutto diventa giallo o giallo-marrone. Il frutto contiene molti semi ed è parzialmente ricoperto dai lobi del calice. I semi hanno una lunghezza di 3-4,5 mm, una larghezza di 2-3,5 mm e hanno una forma ovoidale o reniforme.
Le cultivar in Vietnam producono frutti di 3,8 cm di diametro, simili a palline da golf con gambo. Il colore può essere verde, verde chiaro o bianco con strisce verdi.

## Ecologia
S. macrocarpon presenta un'ampia varietà di cultivar. Cresce nelle zone ad alta piovosità delle regioni tropicali e umide dell'Africa occidentale e centrale, del Sud-Est asiatico, del Sud America e dei Caraibi. Alcune cultivar si trovano nella savana e nella regione semi-arida del Ghana settentrionale, del Burkina Faso e dei paesi limitrofi. Le cultivar coltivate lì sono piante con foglie e frutti piccoli. S. macrocarpon si riproduce principalmente per autoimpollinazione. La riproduzione incrociata avviene tramite api e altri insetti, ma a basse frequenze. I fiori si aprono la mattina presto, quando è ancora buio. Lo stigma diventa recettivo poche ore prima dell'apertura del fiore e rimane aperto per due giorni. I frutti sono pronti per la raccolta 3-4 settimane dopo l'allegagione, ma ci vogliono circa 10 settimane perché maturino. La germinazione solitamente inizia una settimana dopo la semina. La fioritura avviene solo 2-3 mesi dopo la germinazione. Le piante di S. macrocarpon che vivono nelle savane hanno un periodo di fioritura più precoce rispetto alle piante che vivono in aree con elevata piovosità. Le cultivar della savana sono anche più resistenti alla siccità.

## Tossicità
Ad eccezione del frutto, ogni altra parte di S. macrocarpon causa insufficienza cardiaca, problemi digestivi e letargia nei cani. Poiché S. macrocarpon appartiene alla famiglia delle Solanacee, contiene alcaloidi che conferiscono alla pianta e ai frutti il loro sapore amaro. Il consumo della pianta in grandi quantità può essere potenzialmente velenoso. S. macrocarpon contiene glucoalcaloidi con livelli riscontrati nel frutto 5-10 volte superiori a quanto considerato sicuro e potrebbero non essere sicuri per l'uomo.

## Usi
S.macrocarpon viene consumato nelle diverse regioni del mondo in cui è presente. Le parti della pianta che si consumano sono i frutti e le foglie giovani. Sebbene il sapore sia delle foglie che dei frutti sia amaro, hanno un'elevata resa nutritiva.
Il frutto può essere consumato crudo senza togliere la buccia. In genere ha un sapore leggermente amaro, che può intensificarsi quando il frutto è troppo maturo. Il frutto ha un odore molto neutro quando è crudo, mentre sviluppa un profumo terroso quando è cotto. I frutti vengono utilizzati nella cucina vietnamita per preparare fritture, zuppe e insalate. Si possono mangiare anche crudi o sottaceto.